# Конвой № 3301A
Конвой № 3301A — японський конвой часів Другої світової війни, проведення якого відбувалось у березні 1944 року. Також відомий як «Хігаші-Мацу 1A».
Пунктом призначення конвою був атол Трук (Чуук) у центральній частині Каролінських островів, де ще до війни створили потужну базу японського ВМФ. Хоча 17—18 лютого 1944 року вона була фактично розгромлена під час рейду американського авіаносного з'єднання операція «Хейлстоун», проте японське командування все ж вирішило підсилити гарнізон Труку в межах комплексу операцій «Хігаші-Мацу» (передусім мала за мету доставку військ до гарнізонів головного оборонного периметра імперії, який тепер проходив через Маріанські острови та західну частину Каролінського архіпелагу). Вихідним пунктом став розташований у Токійській затоці порт Йокогама.
До складу конвою увійшли транспорти «Тацухару-Мару», «Бінго-Мару» та «Кейо-Мару» (Keiyo Maru), тоді як охорону забезпечували кайбокани (фрегат) «Окі» та «Манджу» і переобладнаний мисливець за підводними човнами «Такунан-Мару № 8».
Загін вийшов із порту 29 лютого 1944 року, 4 березня зайшов на Тітідзіму (острови Оґасавара), а 5 березня рушив далі. Маршрут конвою пролягав через кілька традиційних районів дій американських підводних човнів, які зазвичай патрулювали поблизу східного узбережжя Японського архіпелагу, біля островів Оґасавара, Маріанських островів і на підходах до Труку. Утім, проходження конвою № 3301А пройшло без ускладнень, і 12 березня загін успішно прибув на Трук. На самому підході до атола «Манджу» відокремився та провів безрезультатний пошук ворожого підводного човна, виявленого патрульним літаком, а тому досягнув Труку лише 13 березня.